# Juventud Antoniana
Centro Juventud Antoniana jest argentyńskim klubem z siedzibą w mieście Salta, stolicy prowincji Salta.

## Osiągnięcia
- Udział w mistrzostwach Argentyny Nacional (6): 1971, 1973, 1975, 1978, 1983, 1985
- Mistrz trzeciej ligi Torneo Argentino A: 1995/1996

## Historia
Klub założony został 12 stycznia 1916 roku. W roku 1971 Juventud Antoniana zadebiutował w drugiej lidze argentyńskiej Primera B Nacional Argentina. Obecnie klub gra w trzeciej lidze argentyńskiej Torneo Argentino A (w sezonie 2005/06 spadł z drugiej ligi).